# El amor todo lo vence

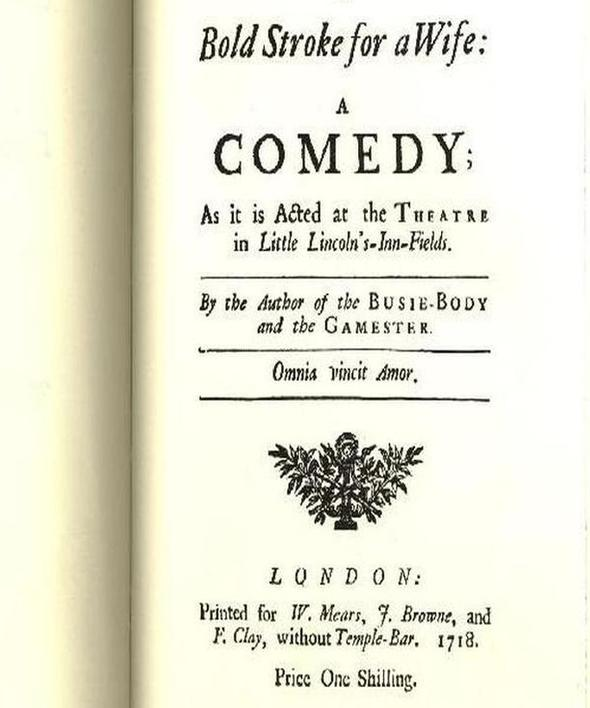
"Omnia vincit Amor" como lema de la obra inglesa del A Bold Stroke for a Wife de Susanna Centlivre

La frase El amor todo lo vence (latín: Omnia vincit Amor, o en ocasiones amor vincit omnia) es una referencia al verso 69 de la Égloga X: "omnia vincit Amor; et nos cedamus Amori", de las Bucólicas, una serie de poemas de ambiente pastoril de Virgilio.
Se cita en su forma en latín por Geoffrey Chaucer en su descripción del Prólogo y cuento de la prior en el Prólogo general. 